# العلاقات الكندية المصرية
العلاقات المصرية الكندية تشير إلى العلاقات الثنائية بين دولة مصر ودولة كندا

## تاريخ العلاقات
تحتفل مصر وكندا عام 2014 بذكرى مرور 60 عامًا على إنشاء العلاقات الدبلوماسية بين البلدين، وقد إتسمت تلك العلاقات منذ نشأتها بالإيجابية والتفاهم لقيامها على مشتركات عديدة سواء فيما يتعلق بتشابه وتقارب الرؤى بشأن القضايا الدولية أو الإقليمية أو لتنوع مجالات تلك العلاقة واشتمالها على مكونات اقتصادية وتجارية وإستثمارية وثقافية وبشرية عديدة كفلت لها الاستمرار والنمو على مدى العقود الستة الماضية.
ساهم في قوة هذه العلاقة إدراك كندا لأهمية دور مصر كقوة إقليمية أساسية، ومحوريتها كأكبر دولة في الشرق الأوسط تؤثر في محيطها وتلعب دورا أساسيا في كافة قضايا الشرق الأوسط لاسيما ما يتعلق بدفع جهود السلام والاستقرار في المنطقة. مقابل ذلك تدرك مصر جيدا مكانة كندا الدولية ودورها التاريخى كدولة تبنت دوما قيم العدل والمساواة ولعبت أدواراً مشهودة في تسوية المنازعات وفي عمليات حفظ السلام، فضلا عن عضويتها في العديد من المحافل الكبرى التي تتيح لها التأثير في رسم العلاقات الدولية مثل مجموعة الثمانية، ومجموعة العشرين، ومنظمة التعاون الاقتصادي والتنمية، وحلف شمال الأطلنطي، والكومنولث، ومنظمة الفرانكفونية.
تعمقت العلاقة بين البلدين اعتباراً من عام 1956، اتصالاً بالدور المحورى الذي قام به وزير الخارجية الكندي آنذاك «لستر بيرسون» في إنهاء أزمة السويس ونشر قوات الطوارئ التابعة للأمم المتحدة في سيناء، وهو الدور الذي نال عنه «بيرسون» جائزة نوبل للسلام عام 1957. هذا، وتستمر مشاركة أفراد القوات الكندية في قوات حفظ السلام متعددة الجنسيات في سيناء حتى الآن، كما تعمل القوات المصرية والكندية سوياً في مهام حفظ السلام الدولية في القارة الأفريقية.
تشهد العلاقات الثنائية انعقادا منتظما للجنة التشاور السياسى بين وزارتى الخارجية وكانت آخر جولاتها قد إنعقدت في القاهرة في مارس 2013 وترأسها عن الجانب الكندى موريس روزنبج نائب وزير الخارجية آنذاك، وعن الجانب المصرى السفير طاهر فرحات مساعد وزير الخارجية. كما شهدت العلاقة أيضا في أغسطس 2010 إطلاق آلية الحوار الإستراتيجي على مستوى وزيري الخارجية وذلك خلال زيارة وزير الخارجية الكندي «لورانس كانون» للقاهرة خلال الفترة 26-27 أغسطس 2010.
تجمع البلدين اليوم علاقات متشعبة في عدد من المجالات الثنائية التي تغطي الجوانب التجارية والاستثمارية والتعليمية والثقافية والقنصلية، كما تمتد العلاقات بين البلدين لتشمل موضوعات إقليمية ودولية ذات اهتمام مشترك، وعلى رأسها قضايا الشرق الأوسط، ونزع السلاح، والتنمية المستدامة، وحفظ السلام.
إلتقى وزيرا الخارجية المصرى والكندى عدة مرات مؤخرًا، من بينها لقاء على هامش الجمعية العامة للأمم المتحدة بنيويورك في سبتمبر 2013، ثم لقاء في دافوس بسويسرا في يناير 2014

## أبرز الزيارات الثنائية

### اللقاءات الثنائية رفيعة المستوى
منذ توليه حقيبة وزارة الخارجية في يوليو 2013 التقى الوزير نبيل فهمي بنظيره الكندي جون بايرد عدد من المرات على هامش مشاركة البلدين في اجتماعات دولية مختلفة، حيث التقيا أثناء مشاركتهما في افتتاح الدورة رقم 68 للجمعية العامة للأمم المتحدة في نيويورك في شهر سبتمبر 2013، كما التقيا في البحرين في شهر ديسمبر 2013 خلال مشاركتهما في منتدى «حوار المنامة»، وكذلك على هامش أعمال المنتدى الاقتصادي العالمي الذي انعقد في دافوس في يناير 2014.

### زيارات المسئولين المصريين الي كندا
- عُقدت الجولة السابعة للمشاورات السياسية بالقاهرة في يناير 2010 للتشاور حول القضايا ذات الاهتمام المُشترك، حيث حرص البلدان على دورية انعقاد آلية المشاورات سنوياً لمناقشة كافة القضايا ذات الاهتمام المشترك، وكان يُفترض عقد الجولة الثامنة في يناير 2011، ولكن لم تتم لتواكبها مع أحداث الثورة المصرية.
- ينظم مجلس الأعمال المصرى الكندى زيارات ترويجية لكندا برئاسة أحد الوزراء بالحكومة المصرية وبمشاركة عدد من رجال الأعمال، وذلك بغرض بحث مجالات التعاون وفتح فرص للاستثمار بين البلدين، وكان آخر هذه الزيارات في سبتمبر 2010 برئاسة وزير الاتصالات السابق د. طارق كامل.
- توجه السيد السفير مساعد وزير الخارجية للشئون الاقتصادية الأسبق، بزيارة إلي كندا في الأول من أكتوبر 2009 في إطار الجهود المصرية لتوثيق الروابط مع كندا والتشاور بمناسبة استعداد كندا لتولى رئاسة مجموعة الدول الثمان الصناعية الكبرى خلال عام 2010.
- زيارة وزير الخارجية الكندى «لورانس كانون» للقاهرة في مارس 2011، حيث التقى بالسيد وزير الخارجية الأسبق د. نبيل العربى، وتركز اللقاء حول أهم ملامح المرحلة الانتقالية في مصر عقب الثورة لإرساء قواعد مجتمع تعددى ديمقراطى، كما التقى بعدد من ممثلى المجتمع المدنى وممثلى شباب الثورة المصرية، وأبدى إعجابه بما لمسه لديهم من وعى وتصميم على المشاركة في صياغة مستقبل بلادهم، وتم الاتفاق على عقد جولة الحوار الاستراتيجى في مايو 2012 لتقييم الأوضاع الجارية في الشرق الأوسط ومتابعة أوجه التعاون الثنائي، والثلاثى أيضاً مع أفغانستان وأفريقيا.

### زيارة المسئولين الكندين إلى مصر
- زيارة وزير الخارجية الكندي الي مصر خلال الفترة 26-27/8/2009، حيث التقى بالسيد رئيس مجلس الوزراء والسيد وزير الخارجية وقد شهدت الزيارة إطلاق آلية الحوار الاستراتيجي بين وزيري الخارجية، كما التقى وزير الخارجية الكندي مع وزير التجارة والصناعة المصري وعقد لقاء مع مجلس رجال الأعمال المصري الكندي.
- زيارة وزير الخارجية الكندي إلى مصر للمشاركة في مؤتمر إعادة إعمار غزة الذي عقد بمدينة شرم الشيخ في 2 مارس 2009.
- قام وزير الهجرة الكندي «جاسون كني» بزيارة الي مصر (18-21 /5/2009) في إطار جولة بالمنطقة حيث التقى بعدد من القيادات الشعبية الرسمية وفضيلة شيخ الأزهر والبابا شنودة بطريرك الكنيسة الأرثوذكسية[ ؟ ] وعدد من كبار رجال الأعمال المصريين، كما أعلن من القاهرة عن دعم كندي يقدم من الوكالة الكندية الدولية للتنمية لصالح ENACT Enhancing Arab Capacity for Trade
- زيارة Morris Rosenberg نائب وزير الخارجية الكندى إلى القاهرة يوم 13 مارس 2013 لرئاسة وفد كندا في الجولة الثامنة من آلية المشاورات السياسية بين البلدين، والتي تنعقد بصفة دورية على مستوى نواب وزيري الخارجية.
- زيارة David Malone رئيس مركز أبحاث التنمية الكندية للقاهرة يومى 17 و 18 فبراير 2013، والقيام خلال الزيارة بالإعلان عن تقديم المركز لمبلغ مليون دولار كندي لجامعة الإسكندرية لإنشاء مركز بحثي في مجال التكيف مع التغير المناخي.
- زيارة Sylvain St- Amand مدير قسم العلاقات الدولية بجامعة كيبيك في مونتريال (UQAM) خلال الفترة من 18 إلى 20 فبراير 2013 وزيارته لجامعة القاهرة وأكاديمية السادات للعلوم الإدارية، وجامعة سنجور بالأسكندرية – يرافقه السيد/ برنارد لاندرى رئيس وزراء كيبيك الأسبق ورئيس حزب كيبيك خلال الفترة من 2001 إلى 2003،
- زيارة Robert Ghiz رئيس وزراء مقاطعة Prince Edward Island، يرافقه عدد من الأساتذة الجامعيين، بزيارة إلى القاهرة خلال الفترة من 27 إلى 31 يناير 2013، حيث تم ترتيب زيارات لسيادته مع وزيري التعليم العالى والتربية والتعليم، كما تم تنظيم زيارات للضيف الكندي مع مسئولي جامعتي 6 أكتوبر وعين شمس، وُقِّع خلالها على اتفاق لتدريب المعلمين بين هاتين الجامعتين المصريتين وجامعة Prince Edward الكندية.
- زيارة وزير الهجرة الكندى ووزير الدولة للخارجية للشئون البرلمانية لحضور تنصيب البابا تواضروس الثانى في نوفمبر 2012.
- زيارة وزير الخارجية الكندى «لورانس كانون» للقاهرة في مارس 2011، حيث التقى بالسيد وزير الخارجية الأسبق د. نبيل العربى، وتركز اللقاء حول أهم ملامح المرحلة الانتقالية في مصر عقب الثورة لإرساء قواعد مجتمع تعددى ديمقراطى، كما التقى بعدد من ممثلى المجتمع المدنى وممثلى شباب الثورة المصرية.

## العلاقات الاقتصادية والتجارية

### أولاً: العلاقات الاقتصادية والتجارية
وصل حجم التبادل التجاري بين البلدين عام 2012 إلى 964.3 مليون دولار أمريكي، سجلت فيه الصادرات المصرية لكندا 515.8 مليون دولار، بينما بلغت الصادرات الكندية لمصر 448.5 مليون دولار، بما يعني تحقيق فائض في الميزان التجاري مع كندا قدره 67.3 مليون دولار مدفوعًا بالأساس بصادرات الذهب المصرية إلى كندا، حيث تساهم صادرات الذهب بنسبة 77.5 % من إجمالي الصادرات المصرية لكندا.
أهم الصادرات المصرية إلى كندا تشمل:
- الذهب الخام
- الكيماويات والأسمدة
- السجاد
- أغطية الأرضيات
- والمنتجات البترولية.

أهم الواردات المصرية من كندا تتمثل في:
- خردة الحديد
- خامات الحديد
- الفول الصويا
- القمح
- البقوليات المجففة
- الطائرات
- الورق والورق المقوى
- الأخشاب
- منتجات الألبان.

### ثانياً: الاستثمارات المشتركة بين مصر وكندا
- بالنسبة للتعاون في مجالات التنمية، تقوم وزارة الخارجية والتجارة الدولية والتنمية الكندية بتمويل عدد محدود من مشاريع التنمية الاقتصادية بمصر، وذلك في المجالات التي تتسق وأولويات التنمية الوطنية. وتتضمن قائمة المشروعات التي تنفذها وزارة الخارجية الكندية في مصر برامج لدعم وتنمية القدرات الفنية والتصديرية للمشروعات الصغيرة والمتوسطة، خاصة تلك التي تمتلكها فئات اقتصادية أقل اندماجًا في الاقتصاد كالمرأة والشباب.
- تعمل حالياً أربع شركات كندية في مجال الاتصالات وتكنولوجيا المعلومات وهي: NTG Egypt و Technology Egypt,sae ، وCloud Niners Information System، Inktank Communications LLC.
- تعمل حالياً شركة واحدة في مجال التعدين في مصر وهي شركة ألكسندر نوبيا، وجارى التشاور حالياً شركة أخرى وهي شركة زد جولد للاستثمار في مصر، والشركتان تعملان في مجال التنقيب عن الذهب.
- تعمل كلا من شركتى أجريوم وميثانكس الكنديتين في مشروعى أجريوم - موبكو وميثانكس بمدينة دمياط في مجال إنتاج الأسمدة واليوريا والإيثانول.
- فازت الشركة الكندية TransGrade solution في ديسمبر 2013 بالعقد الاستشاري الخاص بمشروع الربط الكهربائي بين مصر والسعودية بقيمة 1.6 مليار دولار، الذي يستهدف تبادل 3000 ميجاوات في أوقات الذروة في البلدين.
- وقعت هيئة تنمية صناعة تكنولوجيا المعلومات (إيتيدا) التابعة لوزارة الاتصالات المصرية والغرفة التجارية الكندية خطاب نواي في يونيو 2011، لتعزيز التعاون المشترك في مجالات الترويج لجذب الاستثمارات الأجنبية لمصر وجارى التواصل مع وزارة الاتصالات وغرفة التجارة الكندية لبحث فرص تفعيل خطاب النوايا المشار إليه، وتحويله لاتفاق.

### ثالثاً: التعاون بين مصر ووكالة التنمية الكندية CIDA
تراجعت المساعدات المقدمة من وكالة التعاون الكندية CIDA لمصر خلال عام 2011 حيث بلغت حوالى 8 ملايين دولار كندى في حين كانت تبلغ خلال عامى 2009 و 2010 حوالى 15 مليون دولار كندى، وتركز المساعدات الثنائية المقدمة لمصر بصفة أساسية على كل من مجال دفع النمو الإقتصادى ولا سيما دعم المشروعات الصغيرة والمتوسطة ومجال التدريب المهنى من أجل تدريب الشباب لإيجاد فرص عمل تتفق مع احتياجات السوق المصرى، وتكتفى السيدا حالياً بمشروعات صغيرة في مدن الصعيد، وكذا الواحات البحرية، كتركيب اللوحات الشمسية لإدخال الكهرباء للقرى الفقيرة وكذا مشروعات دعم تمكين المرأة وحماية الطفل

### رايعاً: العلاقات الثقافية والتعليمة بين مصر وكندا
- يعد البعد الثقافى والتعليمى من أكثر الأبعاد قدرة وسرعة على النفاذ للمجتمع الكندى وللجالية المصرية وتوطيد علاقاتها بالوطن الأم وهو ما قد يؤثر إيجابياً على باقى أبعاد وعلاقات مصر بكندا ومن أهم روافد البعد الثقافى والتعليمى ذات التأثير الكبير وجود أكثر من 2000 أستاذ جامعى من أصول مصرية في كافة التخصصات المختلفة منهم من وصل إلى مناصب رؤساء الجامعات ونوابها.
- لدى الحكومة المصرية اتفاقات للتعاون وأخرى لمنح مع حكومة كيبيك وجامعة مونتريال وجامعة واترلو وجامعة ألبرتا وبرينس إدوارد أيلاند وغيرها.
- تم الاتفاق خلال زيارة رئيس وزراء مقاطعة برينس إدوارد أيلاند خلال الفترة من 27 إلى 31 يناير 2012 للقاهرة، يرافقه د. علاء عبد العزيز رئيس جامعة المقاطعة الكندية، على إنشاء مدرسة ملحقة كندية ملحقة بجامعة 6 أكتوبر تشمل مراحل الحضانة إلى الثانوية العامة، بحيث تكون تلك المدرسة مساوية تماماً في شهادتها لنظيرتها الكندية ومتوافقة مع النظام التعليمى الكندى على أن تدرس أيضاً المواد الاجتماعية والدينية المصرية، هذا فضلاً عن وجود اتفاق بين جامعة المقاطعة الكندية وكلية التربية بجامعة عين شمس وكلية التربية بجامعة 6 أكتوبر لإيفاد أساتذة من الجامعة الكندية لكليهما لتدريب المعلمين

### خامساً: الجالية المصرية بكندا
- لا يتوافر إحصاء دقيق وشامل بعدد المصريين المقيمين في كندا وإنما تشير بعض المصادر الرسمية مثل الكنيسة القبطية والجمعيات والنوادى المصرية المنتشرة في كندا إلى أن أعداد المصريين تتراوح ما بين 250- 300 ألف من أصول مصرية وتتركز في مدن تورونتو ومونتريال وأوتاوا وبعض المقاطعات مثل بريتش كولومبيا وألبرتا.
- تعد الجالية المصرية في كندا من أبرز الجاليات العربية والأجنبية نظراً لما تتمتع به من مكانة مرموقة لما يشغله أبنائها من مناصب متميزة لا سيما في المجال الأكاديمى والمهنى حيث يوجد من بينهم أعداد كبيرة من المهندسين والأطباء وأساتذة الجامعات كما يوجد عدد لا بأس به من رجال الأعمال خاصة أصحاب الشركات المتوسطة وصغيرة الحجم مثل شركات المقاولات وتكنولوجيا المعلومات.

## الاتفاقيات
| تاريخ الاتفاق  | بيان الاتفاق |
| -------------- | --- |
| مايو 1982      | اتفاق التعاون النووي الذي يتيح حصول مصر على مفاعل الكاندو |
| 8 نوفمبر 1982  | اتفاق التعاون السلمي في الطاقة النووية |
| يناير 1983     | الاتفاق العام من أجل التنمية بين مصر وكندا |
| 30 مايو 1983   | اتفاقية تجنب الازدواج الضريبي ومنع التهرب الضريبي بين البلدين |
| 1 يوليو 1984   | اتفاق التعاون من أجل التنمية |
| ديسمبر 1993    | اتفاق تعاون بين مركز تنمية الصادرات المصرية ومكتب التسهيلات التجارية الكندي (TFO). |
| ديسمبر 1994    | تعديل اتفاقية تسوية الديون المستحقة لهيئة تنمية الصادرات الكندية (EDC) بأن يتم تخفيض قيمة الديون المستحقة من خدمة الدين إلى تخفيض أصل الدين.                                                                                         |
| 14 يوليو 1996  | اتفاق إعادة هيكلة بعض شركات القطاع العام بمصر (خاصة شركات المواد الغذائية، الورق، الصناعات المعدنية) وذلك بتمويل قدره 2ر4 مليون دولار كندي.                                                                                          |
| 13 نوفمبر 1996 | اتفاق حماية وتشجيع الاستثمارات بين مصر وكندا. |
| 18 نوفمبر 1996 | مذكرة تفاهم لتنفيذ برنامج الاصلاح الإداري بمصر، وذلك بالتنسيق فيما بين وزارة قطاع الأعمال العام بمصر والخزانة الكندية |
| 12 فبراير 1997 | اتفاقية تشجيع وحماية الاستثمار |
| 3 فبراير 1999  | مذكرة تفاهم بين مصر ومقاطعة منيتوبا الكندية في مجال تنمية التجارة في حبوب الكانولا |
| 1 أكتوبر 1999  | اتفاق التعاون المتبادل في البنود القنصلية لشئون الأسرة |
| ابريل 2000     | تحديث اتفاق منع الازدواج الضريبي بين مصر وكندا |
| 10 مايو 2000   | اتفاق نقل محكوم عليهم بعقوبات سالبة للحرية |
| يونية 2011     | وقعت هيئة تنمية صناعة تكنولوجيا المعلومات (إيتيدا) التابعة لوزارة الاتصالات المصرية والغرفة التجارية الكندية خطاب نوايا، لتعزيز التعاون المشترك في مجالات: التعهيد، والترويج لجذب الاستثمارات الأجنبية لمصر، والإبداع وريادة الأعمال |